# Padalichté
Padalichté (en macédonien Падалиште) est un village du nord-ouest de la Macédoine du Nord, situé dans la municipalité de Gostivar. Le village ne comptait aucun habitant en 2002.